# Elecciones municipales de Chachapoyas de 2014
Las elecciones municipales de Chachapoyas de 2014 se llevaron a cabo el 5 de octubre de 2014 para elegir al alcalde y al Concejo Provincial de Chachapoyas para el periodo 2015-2018. La elección se celebró simultáneamente con elecciones regionales y municipales (provinciales y distritales) en todo el país.
Diógenes Zavaleta, alcalde en ejercicio y candidato del Movimiento Regional Fuerza Amazonense, logró la reelección con un margen significativamente mayor de votos, consolidando una amplia ventaja sobre Gilberto Escobedo, representante de Sentimiento Amazonense Regional, quien quedó en segundo lugar. Zavaleta se convirtió en el primero en lograr la reelección desde 1998 y es, hasta la actualidad, el candidato que más votos ha obtenido en una elección municipal en Chachapoyas. El Movimiento Regional Amazonense Unidos al Campo, liderado por Fernando Santillán, también obtuvo representación en el concejo provincial. En contraste, los partidos políticos nacionales registraron sus peores resultados históricos: Alianza para el Progreso y Acción Popular, los únicos que participaron, no lograron representación en el concejo provincial.
En las elecciones distritales, el Movimiento Regional Fuerza Amazonense mantuvo su posición como la principal fuerza política, obteniendo la victoria en nueve de los veinte distritos. Sin embargo, perdió terreno frente a Sentimiento Amazonense Regional, que se consolidó como la segunda fuerza al ganar en siete distritos. El Movimiento Regional Amazonense Unidos al Campo logró el control de dos distritos, incluyendo Leimebamba, el segundo más poblado. Obras por Amazonas, aunque obtuvo solo una alcaldía, ganó en La Jalca, el distrito con mayor población. El único partido nacional que logró alguna victoria distrital fue Alianza para el Progreso, que se impuso en Chuquibamba. Este resultado reafirmó el debilitamiento de los partidos nacionales, marcando su peor desempeño en elecciones distritales desde 1993.

## Sistema electoral
La Municipalidad Provincial de Chachapoyas es el órgano administrativo y de gobierno de la provincia de Chachapoyas. Está compuesta por el alcalde y el Concejo Provincial.
La votación del alcalde y el concejo se realiza en base al sufragio universal, que comprende a todos los ciudadanos nacionales mayores de dieciocho años, empadronados y residentes en la provincia de Chachapoyas y en pleno goce de sus derechos políticos, así como a los ciudadanos no nacionales residentes y empadronados en la provincia de Chachapoyas.
El Concejo Provincial de Chachapoyas está compuesto por 9 regidores elegidos por sufragio directo para un período de cuatro (4) años, en forma conjunta con la elección del alcalde (quien lo preside). La votación es por lista cerrada y bloqueada. Se asigna a la lista ganadora los escaños según el método d'Hondt o la mitad más uno, lo que más le favorezca. Es elegido como alcalde el candidato que ocupe el primer lugar de la lista que haya obtenido la más alta votación.

## Composición del Concejo Provincial de Chachapoyas
La siguiente tabla muestra la composición del Concejo Provincial de Chachapoyas antes de las elecciones.
| Partidos | Partidos                              | Regidores |
| -------- | ------------------------------------- | --------- |
|          | Movimiento Regional Fuerza Amazonense | 5         |
|          | Alianza Electoral Juntos por Amazonas | 2         |

## Partidos y candidatos
A continuación se muestra una lista de los principales partidos y alianzas electorales que participaron en las elecciones:
| Candidatura | Candidatura | Partidos y alianzas | Candidatos | Candidatos                | Ideología                                                          | Resultado previo | Resultado previo | Ref. |
| Candidatura | Candidatura | Partidos y alianzas | Candidatos | Candidatos                | Ideología                                                          | Votos (%)        | Reg.             | Ref. |
| ----------- | ----------- | --- | ---------- | ------------------------- | ------------------------------------------------------------------ | ---------------- | ---------------- | ---- |
|             | FA          | Lista - Movimiento Regional Fuerza Amazonense (FA) |            | Diógenes Zavaleta Tenorio | Regionalismo amazonense                                            | 34.44%           | 5                |      |
|             | SA          | Lista - Movimiento Independiente Surge Amazonas (SA) |            | Percy Zuta Castillo       | Regionalismo amazonense                                            | 9.11%            | 0                |      |
|             | UDA         | Lista - Unidad y Democracia de Amazonas (UDA) |            | Wilmer Gutiérrez Hidalgo  | Regionalismo amazonense                                            | 8.74%            | 0                |      |
|             | MORAUAC     | Lista - Movimiento Regional Amazonense Unidos al Campo (MORAUAC) |            | Fernando Santillán Meza   | Regionalismo amazonense                                            | 8.25%            | 0                |      |
|             | APP         | Lista - Alianza para el Progreso (APP) |            | Fidel Perales Aliaga      | Liberalismo económico Conservadurismo liberal Populismo de derecha | 4.92%            | 0                |      |
|             | TSA         | Lista - Todos Somos Amazonas (TSA) – Movimiento de Integración Regional Amazónico (MIRA) – Movimiento Político Regional Energía Comunal Amazónica (ECA) – Amemos Amazonas (AA) – Amazonas Siglo 21 (AS21) |            | Diego Mesias Inga         | Regionalismo amazonense                                            | 4.47%            | 0                |      |
|             | AP          | Lista - Acción Popular (AP) |            | Sócrates Vento Jiménez    | Partido atrapalotodo                                               | Nuevo            | Nuevo            |      |
|             | M           | Lista - Obras por Amazonas (M) |            | Nancy Jiménez Mendoza     | Regionalismo amazonense                                            | Nuevo            | Nuevo            |      |
|             | GH          | Lista - Sentimiento Amazonense Regional (GH) |            | Gilberto Escobedo Díaz    | Regionalismo amazonense                                            | Nuevo            | Nuevo            |      |

## Sondeos de opinión
Las siguientes tablas enumeran las estimaciones de la intención de voto en orden cronológico inverso, mostrando las más recientes primero y utilizando las fechas en las que se realizó el trabajo de campo de la encuesta. Cuando se desconocen las fechas del trabajo de campo, se proporciona la fecha de publicación.
Leyenda:
     Sondeo realizado en el periodo de prohibición legal de la difusión de sondeos de intención de voto.

### Intención de voto
La siguiente tabla enumera las estimaciones ponderadas (sin incluir votos en blanco y nulos) de la intención de voto.
|                                |            |   |      |      |      |     |     |      |  |  |  |  |  |
| Elecciones municipales de 2014 | 5 oct 2014 | — | 38.1 | 22.3 | 15.1 | 8.8 | 6.2 | 13.9 |  |  |  |  |  |
|                                |            |   |      |      |      |     |     |      |  |  |  |  |  |
| Ipsos Perú/América             | 5 oct 2014 | ? | 43.2 | 20.9 | 13.2 | –   | –   | 22.3 |  |  |  |  |  |

## Resultados

### Sumario general
| |                                                          |              |              |              |           |           |
| Partidos y coaliciones | Partidos y coaliciones                                   | Voto popular | Voto popular | Voto popular | Regidores | Regidores |
| Partidos y coaliciones | Partidos y coaliciones                                   | Votos        | %            | +/−          | Total     | +/−       |
| | Movimiento Regional Fuerza Amazonense (FA)               | 9,668        | 38.14        | +3.70        | 6         | +1        |
| | Sentimiento Amazonense Regional (GH)                     | 5,649        | 22.28        | Nuevo        | 2         | +2        |
| | Movimiento Regional Amazonense Unidos al Campo (MORAUAC) | 3,827        | 15.10        | +6.85        | 1         | +1        |
| | Movimiento Independiente Surge Amazonas (SA)             | 2,243        | 8.85         | –0.26        | 0         | ±0        |
| | Obras por Amazonas (M)                                   | 1,582        | 6.24         | Nuevo        | 0         | ±0        |
| | Alianza para el Progreso (APP)                           | 959          | 3.78         | –1.14        | 0         | ±0        |
| | Todos Somos Amazonas (ECA–MIRA–AA–A21)1                  | 648          | 2.56         | –1.91        | 0         | ±0        |
| | Unidad y Democracia de Amazonas (UDA)                    | 574          | 2.26         | –6.48        | 0         | ±0        |
| | Acción Popular (AP)                                      | 199          | 0.79         | n/a          | 0         | ±0        |
| |                                                          |              |              |              |           |           |
| Total | Total                                                    | 25,349       |              |              | 9         | +2        |
| |                                                          |              |              |              |           |           |
| Votos válidos | Votos válidos                                            | 25,349       | 86.94        | +1.01        |           |           |
| Votos en blanco | Votos en blanco                                          | 1,706        | 5.85         | –0.57        |           |           |
| Votos nulos | Votos nulos                                              | 2,101        | 7.21         | –0.43        |           |           |
| Votos emitidos | Votos emitidos                                           | 29,156       | 81.75        | –2.53        |           |           |
| Abstenciones | Abstenciones                                             | 6,510        | 18.25        | +2.53        |           |           |
| Votantes registrados | Votantes registrados                                     | 35,666       |              |              |           |           |
| |                                                          |              |              |              |           |           |
| Fuente: |                                                          |              |              |              |           |           |
| Notas al pie: 1 Comparado con los resultados de Movimiento de Integración Regional Amazónico (MIRA) en las elecciones de 2010. |                                                          |              |              |              |           |           |
| Notas al pie: |                                                          |              |              |              |           |           |
| 1 Comparado con los resultados de Movimiento de Integración Regional Amazónico (MIRA) en las elecciones de 2010.               |                                                          |              |              |              |           |           |

### Concejo Provincial de Chachapoyas
| Cargo                              | Autoridad electa           | Partido político | Partido político                               |
| ---------------------------------- | -------------------------- | ---------------- | ---------------------------------------------- |
| Alcalde Provincial de Chachapoyas  | Diógenes Zavaleta Tenorio  |                  | Movimiento Regional Fuerza Amazonense          |
| Regidora Provincial de Chachapoyas | Adela Guevara Rubio        |                  | Movimiento Regional Fuerza Amazonense          |
| Regidor Provincial de Chachapoyas  | Segundo Alvarado Santillán |                  | Movimiento Regional Fuerza Amazonense          |
| Regidora Provincial de Chachapoyas | Rosa Vega Farje            |                  | Movimiento Regional Fuerza Amazonense          |
| Regidor Provincial de Chachapoyas  | Rafael Silva Vargas        |                  | Movimiento Regional Fuerza Amazonense          |
| Regidor Provincial de Chachapoyas  | Eguer Mas Mas              |                  | Movimiento Regional Fuerza Amazonense          |
| Regidor Provincial de Chachapoyas  | Christian Silva Estrada    |                  | Movimiento Regional Fuerza Amazonense          |
| Regidor Provincial de Chachapoyas  | Rosendo Chuqui Pizarro     |                  | Sentimiento Amazonense Regional                |
| Regidor Provincial de Chachapoyas  | Edvin García Valdez        |                  | Sentimiento Amazonense Regional                |
| Regidora Provincial de Chachapoyas | Sonia Portocarrero Guibin  |                  | Movimiento Regional Amazonense Unidos al Campo |

## Elecciones municipales distritales

### Sumario general
| Partidos y coaliciones | Partidos y coaliciones                                   | Voto popular | Voto popular | Voto popular | Alcaldías | Alcaldías |
| Partidos y coaliciones | Partidos y coaliciones                                   | Votos        | %            | +/−          | Total     | +/−       |
| --- | -------------------------------------------------------- | ------------ | ------------ | ------------ | --------- | --------- |
| | Movimiento Regional Fuerza Amazonense (FA)               | 4,371        | 31.21        | +4.65        | 9         | –1        |
| | Sentimiento Amazonense Regional (GH)                     | 3,574        | 25.52        | Nuevo        | 7         | +7        |
| | Obras por Amazonas (M)                                   | 1,632        | 11.65        | Nuevo        | 1         | +1        |
| | Movimiento Regional Amazonense Unidos al Campo (MORAUAC) | 1,383        | 9.88         | –3.24        | 2         | +2        |
| | Movimiento Independiente Surge Amazonas (SA)             | 1,367        | 9.76         | +1.65        | 0         | –2        |
| | Alianza para el Progreso (APP)                           | 1,000        | 7.14         | +0.06        | 1         | ±0        |
| | Todos Somos Amazonas (ECA–MIRA–AA–A21)1                  | 297          | 2.12         | –4.16        | 0         | ±0        |
| | Unidad y Democracia de Amazonas (UDA)                    | 145          | 1.04         | –7.90        | 0         | –1        |
| | Partido Aprista Peruano (APRA)                           | 236          | 1.69         | –6.09        | 0         | –2        |
| |                                                          |              |              |              |           |           |
| Total | Total                                                    | 14,005       |              |              | 20        | ±0        |
| |                                                          |              |              |              |           |           |
| Votos válidos | Votos válidos                                            | 14,005       | 89.44        | +4.22        |           |           |
| Votos en blanco | Votos en blanco                                          | 983          | 6.28         | –3.25        |           |           |
| Votos nulos | Votos nulos                                              | 670          | 4.28         | –0.97        |           |           |
| Votos emitidos | Votos emitidos                                           | 15,658       | 84.27        | –2.64        |           |           |
| Abstenciones | Abstenciones                                             | 2,923        | 15.73        | +2.64        |           |           |
| Votantes registrados | Votantes registrados                                     | 18,581       |              |              |           |           |
| |                                                          |              |              |              |           |           |
| Fuente: |                                                          |              |              |              |           |           |
| Notas al pie: 1 Comparado con los resultados de Energía Comunal Amazónica (ECA) y Movimiento de Integración Regional Amazónico (MIRA) en las elecciones de 2010. |                                                          |              |              |              |           |           |
| Notas al pie: |                                                          |              |              |              |           |           |
| 1 Comparado con los resultados de Energía Comunal Amazónica (ECA) y Movimiento de Integración Regional Amazónico (MIRA) en las elecciones de 2010.               |                                                          |              |              |              |           |           |

### Resultados por distrito
La siguiente tabla enumera el control de los distritos de la provincia de Chachapoyas. El cambio de mando de una organización política se resalta del color de ese partido.
| Distrito                | Alcalde(sa) titular         | Partido político | Partido político         | Alcalde(sa) electo(a)       | Partido político | Partido político                |
| ----------------------- | --------------------------- | ---------------- | ------------------------ | --------------------------- | ---------------- | ------------------------------- |
| Asunción                | Hebert Mas Camus            |                  | Surge Amazonas           | Miriam Bacalla del Castillo |                  | Sentimiento Amazonense Regional |
| Balsas                  | Roberto Cotrina Chávez      |                  | Fuerza Amazonense        | Eugenio Tirado Ortiz        |                  | Fuerza Amazonense               |
| Cheto                   | Alejandro Guevara Maldonado |                  | Fuerza Amazonense        | Fernando Trigoso Zagaceta   |                  | Sentimiento Amazonense Regional |
| Chiliquín               | Mario Mas Pinedo            |                  | Juntos por Amazonas      | Juan Pilco Quiroz           |                  | Fuerza Amazonense               |
| Chuquibamba             | Hector Díaz Añasco          |                  | Fuerza Amazonense        | Alejandro Zelada Abanto     |                  | Alianza para el Progreso        |
| Granada                 | Toni Huamán Sopla           |                  | Fuerza Amazonense        | Enoc Pilco Valle            |                  | Fuerza Amazonense               |
| Huancas                 | Dionicio Quistan Gómez      |                  | Fuerza Amazonense        | Deysi Solano Cotrina        |                  | Fuerza Amazonense               |
| La Jalca                | José Puscán Huamán          |                  | Alianza para el Progreso | Julio Chávez Fernández      |                  | Obras por Amazonas              |
| Leimebamba              | Nelson Oyarce Escuadra      |                  | Partido Aprista Peruano  | Engels Escobedo Portal      |                  | Unidos al Campo                 |
| Levanto                 | Leoncio Herrera Santillán   |                  | Juntos por Amazonas      | Hermenegildo Salón Valdivia |                  | Sentimiento Amazonense Regional |
| Magdalena               | Jose Tenorio Tauma          |                  | Fuerza Amazonense        | Roiser Cruz Huamán          |                  | Sentimiento Amazonense Regional |
| Mariscal Castilla       | Einen Rojas López           |                  | Fuerza Amazonense        | Einen Rojas López           |                  | Sentimiento Amazonense Regional |
| Molinopampa             | Gilberto Perea Cruz         |                  | Unidad y Democracia      | Segundo Huamán Sopla        |                  | Fuerza Amazonense               |
| Montevideo              | Emilfero Epquin Rojas       |                  | Partido Aprista Peruano  | Leví Meza Damacen           |                  | Unidos al Campo                 |
| Olleros                 | Victor Culqui Puerta        |                  | Juntos por Amazonas      | Victor Culqui Puerta        |                  | Fuerza Amazonense               |
| Quinjalca               | Braulio Goñas Culqui        |                  | Juntos por Amazonas      | Robert Goñas Pinedo         |                  | Sentimiento Amazonense Regional |
| San Francisco de Daguas | Ludmilia Culquimboz Ruiz    |                  | Surge Amazonas           | Nelson López Portocarrero   |                  | Sentimiento Amazonense Regional |
| San Isidro de Maino     | Jhenrry Salón Montoya       |                  | Fuerza Amazonense        | Jhenrry Salón Montoya       |                  | Fuerza Amazonense               |
| Soloco                  | Celso Bardales Montoya      |                  | Fuerza Amazonense        | Celso Bardales Montoya      |                  | Fuerza Amazonense               |
| Sonche                  | Delmir Trauco Villarial     |                  | Fuerza Amazonense        | Lázaro Quiroz Chuqui        |                  | Fuerza Amazonense               |